# روز غريغوريو
روز غريغوريو (بالإنجليزية: Rose Gregorio)‏ هي ممثلة أمريكية، ولدت في 17 أكتوبر 1934 في شيكاغو في الولايات المتحدة.

## أعمال

### أفلام
- (1968) السباح
- (1971) من هاري كلرمان ولم يقول كل تلك الأشياء الرهيبة عني؟
- (1987) الزوايا الخمس
- (2017) الوقت المناسب[4]

## ترشيحات
- جائزة توني لأفضل ممثلة بارزة في مسرحية [الإنجليزية]‏ (1977)

## وصلات خارجية
- روز غريغوريو على موقع IMDb (الإنجليزية)
- روز غريغوريو على موقع ألو سيني (الفرنسية)
- روز غريغوريو على موقع قاعدة بيانات برودواي على الإنترنت (الإنجليزية)
- روز غريغوريو على موقع قاعدة بيانات الفيلم (الإنجليزية)